# Pursegloveia
Pursegloveia, biljni rod  iz porodice kozlačevki dio tribusa Schismatoglottideae, potporodica Aroideae. Rod je nastao 2018, izdvajanjem nekoliko vrsta iz roda Aridarum
Na popisu je 7 vrsta trajnica i polugrmova, sve su endemi sa Bornea.

## Vrste
1. Pursegloveia aegis S.Y.Wong & P.C.Boyce
2. Pursegloveia ashtonii (S.Y.Wong & P.C.Boyce) S.Y.Wong & P.C.Boyce
3. Pursegloveia burttii (Bogner & Nicolson) S.Y.Wong & P.C.Boyce
4. Pursegloveia imbakensis H.Okada, Tsukaya & Suleiman
5. Pursegloveia kazuyae (S.Y.Wong, P.C.Boyce & S.L.Low) S.Y.Wong & P.C.Boyce
6. Pursegloveia minima (H.Okada) S.Y.Wong & P.C.Boyce
7. Pursegloveia orientalis (S.Y.Wong, P.C.Boyce & S.L.Low) S.Y.Wong & P.C.Boyce